# Rigidez flexural
La rigidez flexural se define como el par de fuerzas requerido para doblar una estructura sólida por unidad de curvatura producida. En una viga, la rigidez flexural varía en función de la distancia al punto de apoyo x siguiendo la ecuación:
{\displaystyle \ EI{dy \over dx}\ =\int _{0}^{x}M(x)dx+C_{1}}
donde E es el módulo de Young, I es el segundo momento de inercia, y es la dislocación transversal de la viga en x, y  M(x) es el momento en x. La rigidez flexural tiene unidades del SI de Pascal multiplicado por metro elevado a la cuarta potencia (o de forma equivalente N·m²). 